# Torneo de Kitzbühel 2016
El Generali Open Kitzbühel 2016 fue un torneo de tenis. Perteneció al ATP Tour 2016 en la categoría ATP World Tour 250. El torneo tuvo lugar en la ciudad de Kitzbühel, Austria, desde el 11 hasta el 24 de julio de 2016 sobre tierra batida.

## Cabezas de serie

### Masculino
| Tenista               | Ranking | Preclasificado |
| Dominic Thiem         | 9       | 1              |
| Philipp Kohlschreiber | 22      | 2              |
| Marcel Granollers     | 45      | 3              |
| Paolo Lorenzi         | 48      | 4              |
| Lukáš Rosol           | 78      | 5              |
| Dušan Lajović         | 81      | 6              |
| Íñigo Cervantes       | 82      | 7              |
| Jan-Lennard Struff    | 86      | 8              |

- Ranking del 11 de julio de 2016

### Dobles masculinos
| Tenista                           | Ranking | Preclasificada |
| Wesley Koolhof Matwé Middelkoop   | 104     | 1              |
| Guillermo Durán Máximo González   | 106     | 2              |
| Jonathan Erlich Santiago González | 116     | 3              |
| Aliaksandr Bury Igor Zelenay      | 150     | 4              |

## Campeones

### Individual Masculino
Paolo Lorenzi venció a  Nikoloz Basilashvili por 6-3, 6-4

### Dobles Masculino
Wesley Koolhof /  Matwé Middelkoop vencieron a  Dennis Novak /  Dominic Thiem por 2-6, 6-3, [11-9]